# Gionges
Gionges is een plaats en voormalige gemeente in het Franse departement Marne in de regio Grand Est en telt 129 inwoners (1999). De plaats maakt deel uit van het arrondissement Épernay.

## Geschiedenis
De gemeente viel onder het kanton Avize totdat dit op 22 maart 2015 werd opgeheven en Gionges werd opgenomen in het op die dag gevormde kanton Vertus-Plaine Champenoise. Op 1 januari 2018 fuseerde met Oger, Vertus en Voipreux tot de commune nouvelle Blancs-Coteaux.

## Geografie
De oppervlakte van Gionges bedraagt 10,5 km², de bevolkingsdichtheid is 12,3 inwoners per km².
De onderstaande kaart toont de ligging van Gionges met de belangrijkste infrastructuur en aangrenzende gemeenten.

## Demografie
Onderstaande figuur toont het verloop van het inwonertal (bron: INSEE-tellingen).